# Altensteinia fimbriata
Altensteinia fimbriata är en orkidéart som beskrevs av Carl Sigismund Kunth. Altensteinia fimbriata ingår i släktet Altensteinia och familjen orkidéer. Inga underarter finns listade i Catalogue of Life.